# Čáríkár
Čáríkár (persky چاریکار‎) je město v Afghánistánu, hlavní město provincie Parván na severovýchodě státu. Leží v nadmořské výšce 1600 metrů na úpatí Hindúkuše přibližně 65 kilometrů severně od Kábulu, hlavního města celého Afghánistánu, na silnici, která vede z Kábulu na sever do Kundúzu a Mazár-e Šarífu. K roku 2015 měl Čáríkár bezmála sto tisíc obyvatel.
Přibližně patnáct kilometrů jihovýchodně od Čáríkáru leží město Bagrám a také letecká základna Bagrám.

## Historie
Podle zpráv antických historiků Alexandr Veliký založil ve 4. století př. n. l. v této oblasti město, které nazval Alexandrie na Kavkaze (v antických dobách býval Hindúkuš někdy označován „Kavkaz“). Dle římského historika Quinta Curtia Rufa zde Alexandr Veliký usídlil na 10 000 Makedonců a obchodníků a další tisíce místních obyvatel. Kde přesně stálo toto město, které bylo ve své době nazýváno branou do Indie, není známo, bývá však lokalizováno do míst nynějšího Čáríkáru, případně Bagrámu.
Oblast bývala ve 3. až 2. stol. př. n. l. součástí Řecko-baktrijského království, posléze Indo-řeckého království a od 1. století n. l. Kušánské říše. V 5. století si Čáríkár podrobili Heftalité, který na území vtrhli ze severu. Na počátku 8. století Čáríkár ovládli Arabové, s jejichž příchodem započala islamizace. V období mezi 10. až 12. stoletím náležel Čáríkár do Ghaznovské říše. K prvnímu vpádu Mongolů na toto území došlo v roce 1221.
V polovině 18. století zde Paštúnové založili své vlastní království. Během první anglo-afghánské války, která byla strategickým konfliktem mezi dvěma mocnostmi – Britským a Ruským impériem – byla v Čáríkáru umístěna britská vojenská posádka, která zde byla v roce 1841 pobita.
Čáríkár měl značný strategický význam během sovětské vojenské intervence v Afghánistánu v letech 1979 – 1989. V zemědělské oblasti Čáríkárského údolí, kterému pro místní zeleň Rusové přezdívali "Zeljonka" (Чарикарская Зелёнка) docházelo k těžkým střetům mezi sovětskými vojáky a mudžahídy. Bojovalo se zejména o přístup k Salangskému průsmyku, který leží severně od města.

## Teroristický útok

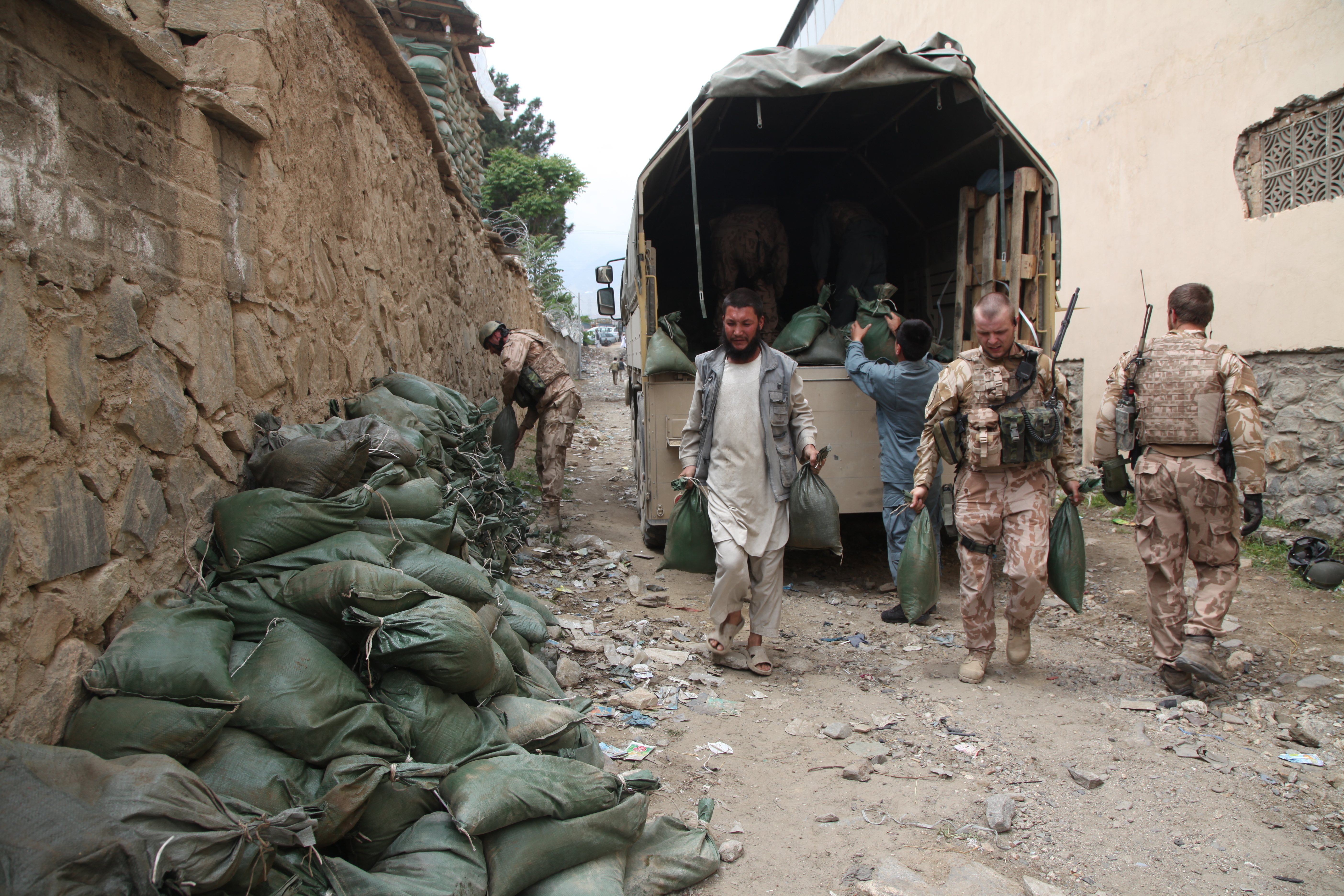
Čeští vojáci a afghánští policisté umisťují pytle s pískem v ulicích Čáríkáru (rok 2014)

Dne 5. srpna 2018 při sebevražedném útoku stoupence Talibánu zemřeli v ulicích Čáríkáru během rutinní hlídky tři čeští vojáci.